# Senji Yamamoto
Senji Yamamoto (jap. 山本宣治 Yamamoto Senji; ur. 28 maja 1889, zm. 5 marca 1929 w Uji) – japoński biolog, polityk lewicowy, propagator edukacji seksualnej i kontroli urodzin. Dorastał w Kioto. W latach 1907–1912 uczył się ogrodnictwa w Kanadzie, w Vancouver. W latach 1917–1920 studiował na Tokijskim Uniwersytecie Cesarskim. 
Był członkiem Partii Robotniczo-Chłopskiej. W okresie burzliwej debaty został zamordowany przez fanatycznego członka organizacji skrajnie prawicowej.